# Ciherang (Karangtengah)
Ciherang is een bestuurslaag in het regentschap Cianjur van de provincie West-Java, Indonesië. Ciherang telt 8561 inwoners (volkstelling 2010).